# Signes més i menys

Signes més i menys

Els signes més (+) i menys (−) s'utilitzen per identificar nombres positius o negatius respectivament. A més són els que representen l'addició i la substracció.
Procedeixen dels termes llatins magis i minus.

## Història
Tot i que els signes són similars a l'alfabet actual o als nombres hindo-aràbics, no són de gran antiguitat. Per exemple, els signes d'addició i substracció dels jeroglífics egipcis eren similars a dues cames en moviment cap a dreta i esquerra. El símbol a l'inrevés indicava substracció:
| D54 | o | D55 |

| D54 | o | D55 |

D'altra banda, durant el segle xv a Europa eren utilitzades les lletres P i M (pels termes en llatí plus i minus).
Els inicis dels símbols actuals provenen, pel que sembla, del llibre "Behende und hüpscheenung auff allen Kauffmanschafft" (Aritmètica Mercantil) escrit per Johannes Widmann l'any 1489, utilitzat per indicar excessos i dèficit, encara que d'acord al web Earliest Usis of Various Mathematical Symbols (Els usos més primerencs de diversos símbols matemàtics, en anglès), un llibre publicat l'any 1518 per Henricus Grammateus usa per primera vegada els signes + i −.
+ és una simplificació del llatí «et» (comparable a &), mentre es creu que «−» prové de la titlla que s'escrivia sobre la lletra m en utilitzar moltes vegades aquest símbol per indicar substracció.
Robert Recorde, el creador del signe igual, va introduir els signes més i menys a Anglaterra (1517) per mitjà del seu llibre The Whetstone of Witte, on va escriure:
«Hi ha altres dos signes que poden ser usats: "+", utilitzat en l'addició, i "-", ocupat en la substracció»

## Signemés
El signe pot ser utilitzat en moltes operacions matemàtiques. Depenent del sistema en què sigui utilitzat, es representa d'una manera o d'una altra. D'altra banda, l'ús del símbol de suma s'ha ampliat a molts altres usos (més enllà de simbolitzar l'operació de suma en el conjunt dels nombres naturals o l'anell dels nombres enters):
- Disjunció exclusiva (escrita usualment com ⊕): 1+1=2, 1+0=1, 1+0=1, 0+0=0
- Disjunció lògica (escrita usualment com ∨): 1+1=1, 1+0=1, 1+0=1, 0+0=0
- Conjunció lògica (escrita usualment com ∧, correspon a la multiplicació): 1·1=1, 1·0=0, 1·0=0, 0·0=0
- Concatenació de cadenes de caràcters (escrita usualment com || o &)

## Signe menys
El signe menys té tres usos en matemàtiques:
- L'operació substracció o resta: com en 5−3=2
- L'operador invers additiu o oposat: com en −(−3)=3
- L'indicador que una constant és negativa: com en −8

Un exemple en què es poden observar els tres usos del signe menys, és en l'expressió 3−[−(−2)], la qual s'interpreta com la substracció on el minuend és el número 3, i el subtrahend és l'oposat del número −2.
Nota: El signe menys (–), no ha de ser confós amb el guió (-) que és més petit, ni amb la ratlla (—) que és més gran. Té la mateixa mesura que la semiratlla (–).
| Nom        | Símbol |
| ---------- | ------ |
| Guió       | -      |
| Menys      | –      |
| Semiratlla | –      |
| Ratlla     | —      |

### Signemésalternatiu
Una tradició jueva que data d'almenys el segle xix és escriure el signe més usant el símbol «﬩». Aquesta pràctica va ser adoptada a les escoles d'Israel i encara és comuna a les escoles primàries (incloent les seculars) però en poques escoles de nivell secundari. També és usat ocasionalment en llibres d'autors religiosos, però la major part dels llibres per a adults usen el símbol internacional «+». La raó per a aquesta pràctica és evitar escriure el símbol «+» que s'assembla a la creu cristiana.